# ناحیه مرکزی معره‌النعمان
ناحیه مرکزی معره‌النعمان (به عربی: ناحیة مرکز معرة النعمان) یک ناحیه در سوریه است که در منطقه معره نعمان واقع شده‌است. ناحیه مرکزی معره‌النعمان ۱۴۹٬۸۳۴ نفر جمعیت دارد.